# انتشارات مثلث
انتشارات مثلث، که در سال ۱۹۸۸ توسط رابین هاردی تأسیس شد، یک انجمن آمریکایی از مردان و زنان همجنسگرا در صنعت نشر است. این انتشارات سالانه حامی مالی مراسم «ماه ملی کتاب گی و لزبین» هست و از سال ۱۹۸۹ سالانه، برنامه جوایز مثلث در رابطه با ادبیات دگرباشان جنسی را حمایت مالی کرده‌است.

## جوایز
- جایزه فرو-گراملی (داستان)
- جایزه آدری لرد (شعر با موضوع همجنسگرایی زنانه)
- جایزه تام گان (شعر با موضوع همجنسگرایی مردانه)
- جایزه جودی گراهن (داستان‌نویسی با موضوع همجنسگرایی زنانه)
- جایزه رندی شیلتس (داستان‌نویسی با موضوع همجنسگرایی مردانه)
- جایزه ادموند وایت (اولین داستان)
- جایزه رابرت چسلی (درام)
- جایزه بیل وایتهد (دستاورد مادام العمر)
- جایزه انتشارات مثلث برای ادبیات متنوع و جنسیتی (د رابطه با تراجنسیتی‌ها)
- جایزه بتی برزون برای نویسندگان نوظهور (موفقیت اولیه شغلی)
- جایزه رهبری